# Шмидт, Луис Эдуардо
Луи́с Эдуа́рдо Шмидт (или просто Эду́; порт.-браз. Luís Eduardo Schmidt; род. 10 января 1979, Жау, штат Сан-Паулу) — бразильский футболист, выступавший на позициях атакующего полузащитника или нападающего.

## Биография
Эду начал играть за юношескую команду родного города перед тем как попасть в академию «Сан-Паулу». В 1997—2000 гг. он провёл лишь 11 матчей за основу этого клуба. Однако его игра в 1999 году уже привлекла внимание тренеров сборной Бразилии. Эду провёл один матч за национальную команду 23 февраля 2000 года против Таиланда. Летом того же года принял участие в летних Олимпийских играх в Сиднее, где отметился двумя забитыми голами. В качестве игрока «Селесао» Эду перебрался в Испанию.
Испанский этап карьеры у игрока чётко делится на два периода. Период выступления за «Сельту» совпал с одними из лучших лет в истории клуба. «Сельта» обладала крепким составом, боровшимся за попадание в Лигу Чемпионов. Вместе со своими партнёрами, среди которых был и россиянин Александр Мостовой, Эду в 2003 году добился для команды, наконец, права участия в главном европейском клубном турнире. «Сельта» сумела пробиться в раунд плей-офф, однако не сумела рассчитать свои силы и вылетела в Сегунду. Сам Эду получил травму в ходе сезона 2003/2004 и не смог помочь команде в решающих матчах.
По окончании сезона 2003/2004 игрок перешёл в «Реал Бетис». Первые два сезона в этой команде прошли на правах аренды, затем севильцы выкупили права на игрока за 2 млн евро. В 2004—2005 гг. в «Бетисе» была яркая бразильская связка в атаке, состоявшая из Эду и Рикардо Оливейры. Вместе они помогли команде пробиться в розыгрыш Лиги Чемпионов. Второй сезон для Эду в «Бетисе» был смазан из-за травм. По той же причине Эду мало играл и в сезоне 2008/2009, однако был явным лидером на поле в те моменты, когда позволяли физические кондиции.
В 2009 году стал выступать за «Интернасьонал» из Порту-Алегри. По окончании сезона 2010 года остался без клуба.
Эду является двоюродным братом бывшего игрока «Фламенго», мадридского «Реала» и сборной Бразилии Савио. Кроме того, Эду — шурин бывшего игрока «Ливерпуля» Фабио Аурелио.

## Достижения
- Лига Паулиста (2): 1998, 2000
- Обладатель Кубка Испании (1): 2004/2005
  - Вице-чемпион Бразилии (1): 2009
- Кубок Либертадорес (1): 2010